# Lennart Månsson
Nils Lennart Månsson, född 20 mars 1951 i Kallinge kyrkobokföringsdistrikt i Blekinge län, är en svensk militär.

## Biografi
Månsson avlade sjöofficersexamen vid Sjökrigsskolan 1973 och utnämndes samma år till löjtnant i flottan, där han befordrades till kapten 1976. Han gick Allmänna kursen på Marinlinjen vid Militärhögskolan 1980–1981, Stabskursen på Marinlinjen vid Militärhögskolan, befordrades till örlogskapten 1983, gick Stabskursen vid Försvarshögskolan 1984–1986, studerade vid Führungsakademie der Bundeswehr i Hamburg 1991–1992, utnämndes till kommendörkapten med särskild tjänsteställning vid 3. ytattackflottiljen 1994, var lärare i strategi vid Försvarshögskolan och ställföreträdande operationsledare vid staben i Södra militärområdet. Han befordrades till kommendör 1997, varefter han var ställföreträdande chef för Sydkustens marinkommando 1997–2000, försvarsattaché vid ambassaderna i Singapore och Bangkok 2000–2003, ställföreträdande chef för Marintaktiska kommandot i Operativa insatsledningen i Högkvarteret 2003–2004, och chef för Marinavdelningen i Grundorganisationsledningen i Högkvarteret 2004–2005. Månsson var chef för Marinbasen 2005–2007 och pensionerades från Försvarsmakten 2007.
Lennart Månsson invaldes som ledamot av Kungliga Örlogsmannasällskapet 1996.